# Eino Kettunen
Eino "Eikka" Edvard Kettunen, född 13 maj 1894 i Juga, död 15 augusti 1964 i Helsingfors, var en finländsk sångtextförfattare och kompositör. Kettunen var en av Finlands första schlagersångtextförfattare och skrev sånger som närmast blivit folksånger, däribland Emma, Villiruusu, Ievan polkka och underlaget till det som senare blev Sellainen ol' Viipuri.
Kettunens far var garvare och Kettunen försökte framgångslöst försörja sig inom samma yrke. Omsider sökte han sig till underhållningsbranschen nådde under 1920-talets grammofonfeber framgång som sångtextförfattare med Villiruusu, till vilken Evert Suonio komponerade melodin. På 1930-talet uppträdde han med Rafael Ramstedt på Suomen Tivoli och var som restaurangunderhållare kollega med Veikko Sato. På grund av svag hälsa tjänstgjorde Kettunen ej under vinterkriget, men var under fortsättningskriget verksam vid ett tivoli i Karhumäki. Efter kriget flyttade Kettunen, som hade låga inkomster, med sin familj till en enrumslägenhet i Helsingfors och till följd av Parkinsons sjukdom upphörde turnéerna.
Själv avstod Kettunen på grund av bristande talang från att komponera och förutom av Jorma Ikävalko, skrevs melodierna till hans alster av Georg Malmstén, Harry Bergström, Olavi Virta och Toivo Kärki. Som sångtextförfattare gjorde Kettunen, troligtvis inspirerad av J. Alfred Tanner, humoristiska skildringar av landsbygden med drängar och pigor som huvudpersoner. Han skrev också en mängd krigsrelaterade sånger och dryckesvisor.

## Verk[3][4]

### Kompositioner
- Sysmän Linda
- Kulkijan laulu
- Uskoton Elviira
- Meit viijään
- Merimies ja hänen lemmittynsä
- Joulu Runttisen torpassa
- Torvisen torpalla

### Sångtextförfattningar
- Kekri masurkka
- Kipparivalssi
- Kirje rintamalta
- Vangin laulu
- Vankipoika
- En nähtes itke
- Viipurilaisten synti
- Villiruusu
- Kultaiset pilvet
- Kuopion torilla
- Hevosmiesten polkka
- Hilima männöö vihille
- Hulivilipojan polkka
- Hummeri Paavo
- Hurmalan häät
- Ievan polkka
- Joensuun Elli
- Jussi ja Ville
- Karkausvuosi
- Keinu Iita
- Kekri masurkka
- Kipparivalssi
- Kipparivalssi (filmmusik)
- Tukkipoika porskuttaapi (filmmusik)
- Kipparivalssi (filmmusik)
- Kirje rintamalta
- Kultaiset pilvet
- Kuopion torilla
- Joulu Runttisen torpassa
- Joulunvietto runttisen torpassa
- Joulusahti
- Laivuri Jooseppi Johansson
- Laulu puusta
- Lemmenlaulu savotalla
- Maasta se pienikin ponnistaa
- Meit viijään
- Merimies ja hänen lemmittynsä
- Metsä kallen jenkka
- Monta iltaa vietettiin
- Mr. Törrönen
- Muistatko?
- Piikana Tukholmassa
- Ilta Viiipurissa (Sellainen ol' Viipuri)
- Pyykkinaru
- Pöllö
- Selkäsauna
- Serenadi Loviisalle
- Siirtolaisen muistoja
- Talkoopolkka
- Metsä-Eemeli
- Tallukan Matti
- Tee näin älä näin
- Torvisen torpalla
- Tukkilaisten tanssiaiset
- Tukkipoika porskuttaapi
- Tupaantuliaiset
- Pöllö kanatarhassa
- Radiolaulu
- Saiturin talossa
- Savon sälli
- Savonpoijal laulu
- Uskoton Elviira